# Roßkopf (Steinwald)
Der Roßkopf ist ein 725 m ü. NHN hoher dicht bewaldeter Basaltkegel südöstlich von Waldershof im Oberpfälzer Landkreis Tirschenreuth und gehört zum Steinwald im Fichtelgebirge.

## Geographie
Der Roßkopf liegt 1,8 km  nordwestlich des Kleinen (708 m) und 3,1 km westnordwestlich des Großen Teichelbergs (685 m). Im Westen verläuft die Staatsstraße 2170 von Waldershof nach Fuchsmühl.

## Geologie
Zwischen Marktredwitz, Friedenfels, Konnersreuth und Seußen liegt ein großes Basalteruptionsgebiet. Es ist der westlichste Ausläufer des nordböhmischen Basaltvulkanismus. Im Miozän ist hier flüssige Basaltmasse durch den Granit emporgedrungen.